# Meishania
Meishania is een geslacht van kevers uit de familie bladkevers (Chrysomelidae).
De wetenschappelijke naam van het geslacht werd in 1980 gepubliceerd door Chen & Wang.

## Soorten
- Meishania rufa Chen & Wang, 1980